# ファイナルファンタジーコレクション
『ファイナルファンタジーコレクション』（FINAL FANTASY COLLECTION）は、1999年3月11日にスクウェア（現スクウェア・エニックス）より発売されたゲームソフト。

## 概要
もともとコンビニエンスストア向けに発売されていた『ファイナルファンタジーIV』・『ファイナルファンタジーV』・『ファイナルファンタジーVI』のプレイステーション版3タイトルをひとまとめにして、一般発売したものである。なお、本作と収録されているPS版『FFVI』は同時発売であった。
各ディスクの内容はコンビニエンスストア向けに販売されていた単体作品と全く同じだが、ディスクのレーベル面が天野喜孝によるイメージイラストであるという点が異なる。また、天野描き下ろしイラストの特製クロックと化粧箱付きで5万本限定の『ファイナルファンタジーコレクション アニバーサリーパッケージ』（FINAL FANTASY COLLECTION ANNIVERSARY PACKAGE）も発売された。

## 欧米での同様なパッケージ
『ファイナルファンタジーコレクション』は日本でのセット商品であるが、欧米でも同様に複数の作品をセットにした物が発売されている。なお、欧米のSNES版では日本での『FFIV』が『FFII』、日本での『FFVI』が『FFIII』として発売されていたが、PS版では日本版と同じナンバリングに戻っている。
北アメリカ
Final Fantasy Anthology
1999年10月5日発売。『FFV』と『FFVI』のセット。同時期に各作品単品での発売もされていた。『FFV』はSNESでは未発売であったため、PSで初登場となった。
Final Fantasy Chronicles
2001年6月29日発売。『FFIV』と『クロノ・トリガー』のセット。北米PS移植版『FFIV』はこの作品で遅れて登場した。
ヨーロッパ
Final Fantasy Anthology
2002年5月17日発売。北アメリカ版の同名タイトルとは異なり、『FFIV』と『FFV』のセット。これとは別に『FFVI』も単品発売されていた。